# 佛罗里达乐高乐园
佛罗里达乐高乐园（Legoland Florida Resort）是位于美国佛罗里达州温特黑文的一座乐高乐园。乐园场地原属1936年开办的柏树花园（Cypress Gardens）。它是世界上第二大乐高乐园，仅次于温莎乐高乐园。

## 历史
2010年1月15日，乐高乐园宣布将在柏树花园（Cypress Gardens）原址上建造一座新的乐园，柏树花园在2009年刚刚停办。由于使用了柏树花园的场地，新乐园建造费时不多，2011年10月15日星期六正式开园。后续乐园又进行了多次扩建。

## 景点

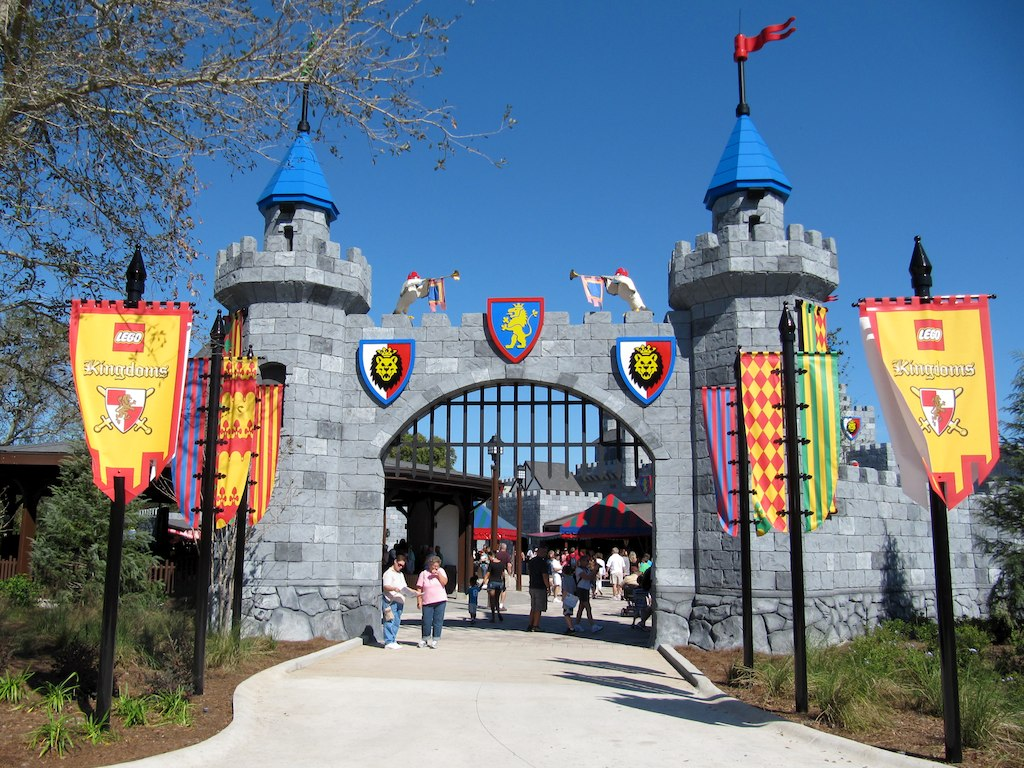
乐高王国

### 乐高乐园
2011年10月15日开园，是世界上第二大乐高乐园，仅次于温莎乐高乐园

### 小猪佩奇主题乐园
2021年2月25日日，默林娱乐宣布将在2022年建成一座小猪佩奇乐园 ，在2022年2月24日开园。

### 乐高水上乐园
即原柏树花园的“Splash Island”，2005年开园，默林娱乐对其进行了主题改造，2012年5月26日开园。